# Svarttjärnen (Edsele socken, Ångermanland, 703719-154131)
Svarttjärnen är en sjö i Sollefteå kommun i Ångermanland och ingår i Ångermanälvens huvudavrinningsområde.